# Geschützter Landschaftsteil (Salzburg)
Geschützter Landschaftsteil ist eine der Schutzkategorien des Salzburger Naturschutzgesetzes (§§12-15). Die Kategorie umfasst kleinräumige Landschaftsteile oder Grünbestände, insbesondere Wasserläufe und Gewässerufer, Teiche, kleinflächige Moore, Naturwaldreservate, Fundorte von Mineralien und Fossilien, Baumgruppen, Parkanlagen, Alleen sowie Schutzpflanzungen.

## Voraussetzungen
Kleinräumige Landschaftsteile oder Grünbestände können zu geschützten Landschaftsteilen erklärt werden, sofern sie wenigstens eine von sechs Voraussetzungen erfüllen (NSG §12).
- Sie sind für das Landschaftsbild besonders prägend.
- Sie enthalten besondere Lebensgemeinschaften von Pflanzen oder Tieren.
- Sie haben besondere wissenschaftliche, kulturelle oder kleinklimatische Bedeutung.
- Sie haben besondere Bedeutung für die Vernetzung einzelner Lebensräume untereinander.
- Sie sind für die Erholung bedeutsam.
- Sie sind für das Erscheinungsbild oder den Erhaltungszustand eines Naturdenkmals mitbestimmend.

Neben den eigentlich notwendigen Flächen können dabei auch jene Flächen in den Schutzbereich einbezogen werden, die für den Bestand des Schutzgebietes notwendig sind.

## Unterschutzstellungsverfahren
Das Unterschutzstellungsverfahren (NSG  §13) wird von der zuständigen Bezirksverwaltungsbehörde eingeleitet, wobei die Unterschutzstellung per Verordnung durch die Bezirksverwaltungsbehörde erfolgt. Vor der Erlassung einer Verordnung muss die beabsichtigte Erklärung des Landschaftsteiles oder Grünbestandes zum geschützten Landschaftsteil von der Bezirksverwaltungsbehörde kundgemacht und in den betreffenden Gemeinden verlautbart werden. Hierzu ist ein Übersichtsplan durch sechs Wochen hindurch zur allgemeinen Einsichtnahme aufzulegen. Zusätzlich sind von der beabsichtigten Erklärung auch die Wirtschaftskammer Salzburg, die Kammer für Arbeiter und Angestellte für Salzburg, die Kammer für Land- und Forstwirtschaft in Salzburg, die Landarbeiterkammer für Salzburg, die Salzburger Jägerschaft und der Landesfischereiverband Salzburg unter Anschluss eines Übersichtsplanes zu verständigen. Innerhalb der sechs Wochen können Grundeigentümer und sonstigen Personen, die ein berechtigtes Interesse glaubhaft machen, bei der Gemeinde schriftliche Äußerungen zum Vorhaben vorbringen. Daraufhin sind nach Ablauf der Verlautbarungsfrist die gesammelten Äußerungen zugleich mit der Bekanntgabe der Daten der Verlautbarung und einer allfälligen Stellungnahme der Gemeinde vom Bürgermeister unverzüglich der Bezirksverwaltungsbehörde zu übermitteln. Die unterschiedlichen Kammern können ihre Stellungnahme zum Vorhaben unmittelbar der Bezirksverwaltungsbehörde bekannt geben.

## Vorläufiger Schutz und Eingriffe
Mit der Kundmachung genießt der für den Schutz vorgesehene Landschaftsteil oder Grünbestand einen vorläufigen Schutz (§ 14), der dem des geschützten Landschaftsteils entspricht. Ausgenommen von diesen Einschränkungen sind Maßnahmen, die der ordnungsgemäßen Bewirtschaftung von Liegenschaften, insbesondere der land- und forstwirtschaftlichen Nutzung und der weidgerechten Jagd und Fischerei im bisherigen Umfang dienen und den Wert des Landschaftsteiles nicht erheblich beeinträchtigen. Der vorläufige Schutz läuft mit Erlassung der Schutzverordnung, spätestens jedoch nach sechs Monaten aus. Jedoch kann diese Frist aus wichtigen Gründen um weitere sechs Monate verlängert werden.
In einem geschützten Landschaftsteil sind alle Eingriffe untersagt, die dem Schutzzweck zuwiderlaufen (§ 15). Die Naturschutzbehörde kann in der Verordnung jedoch bestimmte Maßnahmen gestatten oder die Möglichkeit einer Ausnahmebewilligung für bestimmte Eingriffe vorsehen, sofern diese nur unbedeutende Auswirkungen auf den Schutzzweck des geschützten Landschaftsteiles erwarten lassen.

## Geschützte Landschaftsteile nach Bezirken
| Bezirk               | Anzahl | Fläche (ha) | Flächenanteil |
| -------------------- | ------ | ----------- | ------------- |
| Hallein              | 9      | 523,92      | 0,78 %        |
| Salzburg             | 38     | 169,19      | 2,58 %        |
| Salzburg-Umgebung    | 27     | 196,22      | 0,20 %        |
| St. Johann im Pongau | 16     | 140,90      | 0,08 %        |
| Tamsweg              | 10     | 202,12      | 0,20 %        |
| Zell am See          | 19     | 439,71      | 0,17 %        |